# ヤマハ・テネレ700

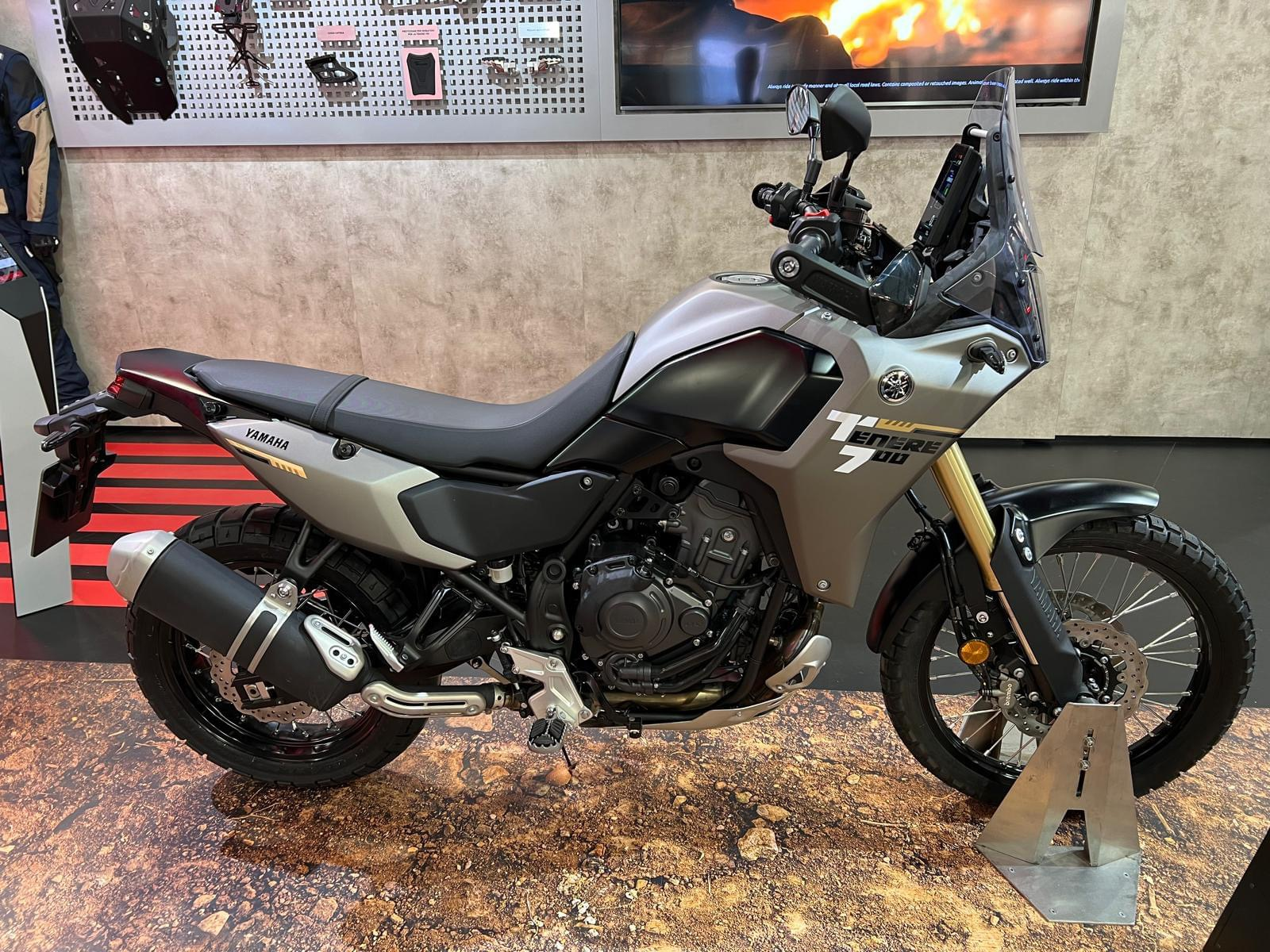
テネレ700（2025年モデル）

Ténéré700（テネレ700）は、ヤマハ発動機が2019年から製造販売している、排気量688ccのアドベンチャータイプのオートバイである。

## 概要
先代の「XT660Z テネレ」が2015年に生産終了となった後、2018年のEICMA（ミラノショー）で発表されたモデルであり、欧州では2019年から販売開始となり、日本では2020年モデルのABS搭載モデル「Ténéré700 ABS」から販売されるようになった。車名のテネレはパリ-ダカール・ラリーの難所であるテネレ砂漠に由来する。
テネレ700をヤマハ発動機ではアドベンチャーと分類しており、オフロードの走破性およびツーリングでの使いやすさを高次元でバランスさせており、悪路の走破性能に加えて耐久性および整備性、さらにツーリング時に重要となる荷物積載時の高い適応力を兼ね揃えている。
「Ténéré700は、1台で世界中どこにでも行けるバイクです」とヤマハは謳っており、これがテネレ700の開発コンセプトでもある。テネレ700の開発を開始した時に、開発チーム内でどのようなバイクを開発するか討議が行われた。日本の一般的なライダーがオフロード車で走る際は通常はオンロードとオフロードの走行の割合は「オンロード:オフロード = 9:1」であるが、テネレ700ではあえて真逆の「オンロード：オフロード = 1:9」、つまりかなりオフロード寄りの製品開発をしようと決断した。「世界のどこへでも、いつの日かバイクで出かけたい」という壮大な夢をライダーに抱いてもらうためには、その夢を実際に叶えられる性能を本当に備えたバイクを開発する必要があると考えたからである。ライダーというのは乗っているうちに自分のバイクの本当の性能を敏感に感じ取るものであり、無意識のうちに自分のバイクの性能を前提にしてものごとを発想するようになるものなので、メーカーが見せかけだけのニセモノのオフロード車を販売したりすると、ライダーたちは「自分のバイクで世界各地にでかけたい」という夢を見ることすら止めてしまうからである。そして、オフロード走行の場へ向かうために走る高速道路やワインディングロードの走行も楽しめる、欲張りなバイクとして開発した。
なおヤマハで作られてきたオフロードバイクの歴史のおかげで「オフロード性能が高いモデルは、市街地での走行や日常使いでも楽しいバイクだ」ということをヤマハの開発チームは知っていたので、思い切って「オンロード：オフロード＝1：9」とオフロードに寄せた開発に踏み切ることができた。
先代のXT600Zは単気筒エンジンを搭載していたが、「テネレ700」からはMT-07と共通の並列2気筒エンジンを搭載しており、トルクフルで軽量である。前輪には43mm径インナーチューブの倒立式フロントサスペンションを採用。強度バランスを最適化したアルミ鍛造アンダーブラケットやアルミ鋳造ハンドルクラウンなどの採用により、自然な操舵フィーリングを実現している。　後輪は専用設計リンク式モノクロスサスペンションを採用。ブレーキはABSを標準装備しており、前後オン・オフ切替えに加え、リアのみオフすることも可能なABSである。

## モデル一覧

### DM09J（2020年-2021年）
BAU型
エンジン自体は基本的にMT-07と同じものになるが、吸排気系およびFIセッティングが変更されており出力特性も若干変更されており（MT-07と比較し出力：-1PS/トルク：-0.1kg）エンジン型式も「M410E」ではなく「M415E」となっており、他にもMT-07からの変更点としてはラジエターファン＆グリルなども専用設計のものが装備されている。
フレームに関してはオフロード走行を考慮し、専用のスチール製フレームを搭載。リアフレームもフレームと一体設計とし、トップケースなどのアクセサリーを装着しやすい設計になっている。
サスペンションに関してはフロントにはφ43mmリーディングアクスルタイプの倒立式フロントフォークを装備。ストロークは210mmとなり、伸び・圧減衰調整機能に加えて圧抜きスクリューをフォークトップに配置。インナーチューブは樹脂製のカバーで保護されている。リアに関してはプリロード、圧減衰、伸減衰の全てが調整可能なフルアジャスタブルのリンク式専用リヤモノショックとなりストロークは200㎜。
ブレーキはフロントにダブルディスクでφ282mmの軽量ウェーブタイプをフローティングマウント。キャリパーはブレンボ製２ポッドのピンスライド式を採用。リヤブレーキはφ245mmディスク+１ポッドキャリパー。キャリパーは前後ともにブレンボ製となる。
前21/後18インチ径スポークホイールを採用。タイヤについてはピレリ製のスコーピオンラリーSTRを装着。
ヘッドライトの光源はプロジェクタータイプの4灯LEDヘッドライトを採用。LEDの4灯ヘッドライトは上段がロービーム、下段がハイビームで、左右独立式の光軸調整ノブがついている。
メーターはマルチファンクションの縦長フル液晶メーター。太陽光下でも情報を読み取りやすいモノクロ液晶で、瞬間燃費やアベレージ燃費なども表示。ABSのカットボタンもついており、メーターの上にはGPSなどを装着できるステーが配置されている。
オフロード走行を考慮し、標準モデルのシート高は875mmと高いが、シート高を下げたモデルも用意されている。

Ténéré700 ABS Low

日本専用モデルとなり、「Ténéré700 ABS」をベースに、1)スタンダードからシート高を約20mm下げるローシートと、2)シート高を約18mm下げるローダウンリンクキットを装備した車両となる。値段については「Ténéré700 ABS」と据え置き。

### DM13J（2022年-）
平成32年（令和2年）排出ガス規制に適合。型式が、2020年モデルの「DM09J」から「DM13J」に変更。エンジンも先代同様、MT-07のものをそのまま流用しているのではなく、出力特性が変更された「M424E」型となっている。（MT-07/XSR700は「M419E」型）
外観上は殆ど変更がないが、よく見るとエキゾーストマニホールド＆アンダーガードの形状が変更となっており、マニホールド周辺にガードが追加されている。
Ténéré700 ABS Low
先代に引き続き、ローダウンキットを装備したモデルも継続販売。

## 関連車種
- ヤマハ・MT-07
- ヤマハ・XSR700
- ヤマハ・XTZ750スーパーテネレ